# Philippe Busquin
Pour les articles homonymes, voir Busquin.
Philippe Busquin, né le 6 janvier 1941 à Feluy, est un homme politique belge et militant wallon, membre du Parti socialiste. Licencié en Physique de l’Université libre de Bruxelles (1962), professeur à l’École normale de Nivelles et assistant en Médecine à l’Université libre de Bruxelles (1962-1977), diplômé en Philosophie (1970) et porteur d’une licence spéciale en Environnement (1976), Il a été un ténor de son parti dans les années 1980-90 en défendant notamment la création d’une Fédération Wallonie-Bruxelles donnant plus d’autonomie aux Régions.

## Carrière politique
Étudiant boursier à l’ULB, il y entreprend des études de physique. Il a 20 ans quand éclate la Grève générale de l'hiver 1960-1961 et André Renard lui fait vive impression. La crise économique que dénonce Renard avait d’ailleurs frappé sa famille, son père ayant perdu son emploi d'ingénieur en 1953 et eu des difficultés à retrouver du travail.
Il s'engage au Mouvement populaire wallon, y assume le secrétariat de la section de Feluy (1963), puis celui de la régionale de Nivelles (1964). Il n’adhère au Parti socialiste qu’en 1968. Il organise des conférences à Feluy auxquelles il invite des gens comme Jacques Yerna et Ernest Glinne. En mai 1969, il devient secrétaire du comité local de Nivelles du Mouvement populaire wallon. Il déplore la mise au frigo des problèmes communautaires dans le gouvernement de VDB (1966-1968) qui dissimule les aspects économiques.
Élu conseiller provincial socialiste du Hainaut en 1974, frappé par les interventions que fait Paul-Henry Gendebien sur le plan économique et écologique, il entreprend une nouvelle formation en ce domaine et obtient une licence avec la présentation d'un mémoire sur la région de Seneffe-Feluy (1975-1976). Premier échevin de Seneffe (1977) à nouveau conseiller provincial, il est membre de la Députation permanente du Hainaut (1977-1978). Président de l’IRE (1978), il désire participer au développement du nucléaire notamment en Région wallonne.
Dans la région de Charleroi il rivalise avec Jean-Claude Van Cauwenberghe, Daniel Ducarme, Philippe Maystadt. Il est élu député en 1978, devient membre du Gouvernement de la Communauté française de Belgique puis ministre de l’Éducation nationale dans le gouvernement central (1980). Quand Guy Spitaels est à la présidence du PS (1981), Philippe Busquin devient également ministre de l'intérieur. Il doit faire face aux manifestations des métallos wallons et à celle des Flamands dans les Fourons. En septembre 1981, il fait fermer l’école flamande de Comines.
Il devient en 1982 ministre du Budget et de l’Énergie dans l’un des premiers gouvernements wallons (1982-1985) où il mène une politique favorable aux économies d'énergie et aux énergies renouvelables. Il réclame plus d'autonomie pour la Wallonie au Congrès socialiste de Wavre (1983).
Il est ministre wallon de l’Économie (février - mai 1988), mais démissionne à la suite du non de la fédération de Charleroi au gouvernement fédéral où le PS participe à la suite de sa victoire électorale de 1987. En effet, les Fourons semblent avoir été sacrifiés à l'accord gouvernemental. Il devient cependant ministre des Affaires sociales au Gouvernement belge (1988-1992). Le 25 janvier 1992, il succède à Guy Spitaels à la présidence du PS, quand celui devient le président du Gouvernement wallon et abandonne ce poste. Busquin accède à la présidence d'un partie en proie aux doutes à la suite des déchirements sur la réforme de l'État négociée durant le premier semestre de 1988. Sénateur (1995-1999), puis député européen (juin 1999), il entre ensuite à la Commission européenne comme Commissaire à la Recherche. Lors des élections européennes de 2004, il rassemble sur son nom 114 503 voix de préférence. Il fut bourgmestre de Seneffe à la suite des élections communales de 2006 et perdit son mandat après une législature. Il fut également député européen (2004-2009). Il est aussi docteur honoris causa de l'université Lumière Lyon-II depuis 2004.
Philippe Busquin a été président du STOA, un organe du Parlement européen chargé de commissionner des études approfondies sur des sujets scientifiques spécifiques et président de l'Institut géographique national et du Château de Seneffe.
Philippe Busquin a toujours été engagé pour l'innovation et supporte la collaboration entre académie et industrie. Il est par ailleurs président du Comité d'orientation stratégique d'EuroBiO 2009, membre de l'Académie des technologies française et membre de l'Académie de l'air et de l'espace.

### Liste des fonctions exercées
- Ministre de l'Éducation nationale (1980).
- Ministre de l'Intérieur (1981).
- Ministre wallon du Budget et de l'Énergie (1982 - 1985).
- Ministre wallon de l'Économie (1988).
- Ministre des Affaires sociales (1988 - 1992) (il siégea pendant la 47e législature de la Chambre des représentants).
- Ministre d'État depuis 1992.
- Président du parti socialiste entre 1992 et 1999 (poste auquel il succède à Guy Spitaels et auquel il sera remplacé par Elio Di Rupo).
- Sénateur élu direct entre 1995 et 1999;
- Commissaire européen entre 1999 et 2004 (membre de la Commission Prodi) chargé de la recherche scientifique.
- Député européen de 2004 à 2009
- Bourgmestre de Seneffe de 2007 à 2012.

## Vie privée
Il a épousé en secondes noces, en 2007, la magistrate Michèle Loquifer.

## Distinctions et décorations
Il est décoré de : 
- Belgique :  Grand-croix de l'ordre de Léopold II (1995)
- Belgique :  Commandeur de l'ordre de Léopold (1987)
- Belgique : Médaille civique de 1re classe (1988)

Il est également nommé :
- Citoyen d'honneur de Liège (2012)[13]